# Нефельс
Нефельс (нем. Näfels) — бывшая коммуна в Швейцарии, в кантоне Гларус.
1 января 2011 года вошла в состав коммуны Гларус-Норд.
Население составляет 3839 человек (на 31 декабря 2006 года). Официальный код — 1619.
9 апреля 1388 года, в ходе Швейцаро-австрийской войны, у Нефельса произошло знаменательное сражение, во время которого швейцарское ополчение нанесло тяжёлое поражение австрийскому рыцарскому войску.

## Известные уроженцы
* Фридрих Шрёдер,  (1910-1972) — немецкий композитор.
- Карл фон Мюллер-Фридберг (нем. Karl von Müller-Friedberg) (1755-1836), швейцарский политик и государственный деятель, дипломат.